# 美妙人生
《美妙人生》（韓語：원더풀 라이프）是韓國MBC於2005年3月7日起播放的月火迷你連續劇，講述未婚懷孕之後奉子成婚引發各種問題的故事。

## 人物介紹

### 主要人物
- 金載沅 飾 韓承桓 （港譯：韓聖元）

名副其實的敗家子，重考一年才入到航空大學，夢想成為一個飛機師。
- 柳真 飾 鄭世珍 （港譯：鄭世貞）

政治系學生，夢想成為一個外交官，信奉天主教。她為了尋找初戀情人而到新加坡旅遊。
- 李志勳 飾 閔道賢 （港譯：閔道憲）

富豪家族的庶子，與家人關係惡劣。與承桓同年，但他是航空大學的二年級生。
- 韓恩貞 飾 李彩英

因為暗戀著道賢，而跟隨他到同新加坡留學，是承桓暗戀的對象。

### 承桓家
- 朱鉉 飾 韓凡秀

承桓的父親
- 鮮龍女 飾 尹泰熙

承桓的母親
- 鄭多彬 飾 韓馨菲

承桓與世珍的女兒，得到白血病。
- 崔俊用 飾 韓承弼

承桓的哥哥.醫生
- 尹賢淑 飾 白賢珠

承弼的妻子.醫生

### 世珍家
- 金惠玉 飾 表在京

世珍的母親
- 金孝珍 飾 鄭日珍

世珍的姐姐

### 其他人物
- 金承民 飾 蘇昌明

## 其他搭配歌曲
- 台灣東森戲劇台版本
  - 片頭曲：何以奇《別疼我》

## 相關事件
此劇初時以喜劇形式帶出承桓與世珍從相遇到婚後的生活，自馨菲被證實患有白血病後，導演卻用悲劇手法拍攝，更透露馨菲會死的結局。因此，大批網民在官方網站留言，希望結局以喜劇收場，最終，觀眾都得償所願。

## 外部連結
- 韓國MBC官方網站 （页面存档备份，存于） 
- 香港亞洲電視官方網站 （繁體中文）
- 臺灣東森官方網站（繁體中文）

| MBC 月火劇                               | MBC 月火劇                                  | MBC 月火劇 |
| ---------------------------------------- | ------------------------------------------- | ---------- |
|                                          | 美妙人生 （2005年3月7日 - 2005年4月26日）   |            |
| 英雄時代 （2004年7月5日 - 2005年3月1日） | 還生-NEXT （2005年5月16日 - 2005年6月28日） |            |

| 臺灣 東森戲劇台 星期一至五 21:00 - 22:00 | 臺灣 東森戲劇台 星期一至五 21:00 - 22:00   | 臺灣 東森戲劇台 星期一至五 21:00 - 22:00 |
| ---------------------------------------- | ------------------------------------------ | ---------------------------------------- |
|                                          | 美妙人生 （2006年1月18日 - 2006年2月20日） |                                          |
| - （ - ）                                | 18．29 （2006年2月21日 - 2006年3月27日）   |                                          |